# Países Baixos nos Jogos Olímpicos de Inverno de 1992
Os Países Baixos competiu nos Jogos Olímpicos de Inverno de 1992, realizados em Albertville, França.